# Erich Pommer
Erich Pommer (Hildesheim, 20 luglio 1889 – Los Angeles, 8 maggio 1966) è stato un produttore cinematografico tedesco.
Contribuì allo sviluppo del movimento cinematografico dell'espressionismo tedesco durante l'era del muto a capo della produzione della società UFA dal 1924 al 1926: fu l'artefice di molti dei più grandi film della Repubblica di Weimar come Il gabinetto del dottor Caligari (1920), Il dottor Mabuse (1922), I nibelunghi (1924), Finanze del granduca (1924), Varieté (1925), Metropolis (1927) e L'angelo azzurro (1930).

## Primi anni e carriera
Erich Pommer nacque a Hildesheim, nella Provincia di Hannover, i genitori erano Gustav Pommer, un commerciante di tessili e sua moglie Anna, nata Jacobson. Nel 1896 la famiglia si trasferì a Gottinga dove il padre assunse la direzione di un'azienda di conserve. Nel 1905 la famiglia si trasferì nuovamente, questa volta a Berlino.
Dopo una pratica commerciale alla Machol Herrenkonfektion & Lewin, Pommer iniziò la sua carriera cinematografica nel 1907, nella filiale berlinese della Gaumont, azienda della quale nel 1910 assunse la direzione della filiale viennese. Nel 1912 Pommer concluse la leva militare e divenne un rappresentante della società francese Éclair a Vienna, dove era responsabile degli affari in Europa Centrale e orientale. Dal 1913 fu rappresentante generale della Éclair per l'Europa centrale, Svezia, Norvegia, Danimarca e Polonia, con sede a Berlino. Nello stesso anno sposò Gertrud Levy e, insieme a Marcel Vandal, direttore generale della Éclair, fondò la Wiener-Autoren-Film che produsse film per la Éclair. Il film d'esordio fu Das Geheimnis der Lüfte / Le mystère de l'air al quale, fino al 1915, seguirono altri 5 titoli.
Nel 1915, con l'apporto di capitali francesi conferiti da Éclair e insieme a Fritz Holz, Pommer fondò a Berlino la Decla-Film-Gesellschaft-Holz & Co. specializzata nella produzione di film di avventura, gialli, drammi e serie di cortometraggi. Il servizio noleggio della Decla si occupò inoltre della diffusione di film stranieri.
Nel corso della prima guerra mondiale Pommer combatté sul fronte occidentale e su quello orientale, nel 1916, congedato a causa di una ferita, fece rientro a Berlino.
Nel 1919, in seguito alla fusione fra Decla e la Meinert-Film-Gesellschaft, Rudolf Meinert assunse la direzione della produzione ed Erich Pommer l'incarico della rappresentanza all'estero. Le produzioni della Decla salirono di livello, vennero creati i marchi "Decla Abenteuerklasse" (che produsse, tra gli altri, la seconda parte del film di Fritz Lang, I ragni, 1920) e "Decla Weltklasse" (che produsse Il gabinetto del dottor Caligari diretto da Robert Wiene).
Nel 1920 la Decla si fuse con la Deutsche Bioskop AG divenendo la Decla-Bioskop AG e la seconda casa di produzione cinematografica del paese dopo la UFA, vennero create due società, una di queste, la Uco-Film GmbH, si specializzò nella produzione di film ricavati da romanzi d'appendice tra i quali Il castello di Vogelod e Fantasma (1922), entrambi diretti da Friedrich Wilhelm Murnau e Il dottor Mabuse di Fritz Lang. L'altra società si dedicò invece a produzioni ricavate da opere della letteratura mondiale. Nel novembre del 1921 la Decla-Bioskop venne acquisita dalla UFA mantenendo però una relativa indipendenza. Pommer ne assunse la direzione, nello stesso periodo fu presidente della Spitzenorganisation der Filmindustrie (SPIO) l'associazione di categoria dell'industria cinematografica. In questi anni è forte l'influenza di Pommer sulla produzione cinematografica della Repubblica di Weimar. L'inflazione elevatissima permette di produrre film con costi molto elevati, vennero prodotti alcuni classici che riscuotono successo anche all'estero come L'ultima risata (1924), Varieté (1925) e Faust (1926).
L'innalzamento dei costi di produzione porta la UFA in difficoltà finanziarie ulteriormente aggravate dagli enormi costi del film Metropolis (6 milioni di Reichsmark), nel 1926 il contratto di Pommer non venne rinnovato. Trasferitosi negli Stati Uniti collaborò con la Paramount Pictures per la quale produsse due film con Pola Negri: Hotel Imperial e Reticolati, entrambi del 1927. Nello stesso anno rientrò alla UFA, dove arricchito da nuove conoscenze tecniche, produsse il primo film della UFA con audio ed il primo film doppiato in più lingue, Melodie des Herzens diretto da Hanns Schwarz e prodotto in versione inglese, francese, ungherese e muta. Negli anni successivi produsse numerosi film di successo tra i quali L'angelo azzurro (1930) diretto da Josef von Sternberg.

## Esilio e ritorno
Nei primi mesi del 1933, sull'onda del processo di "arianizzazione" la UFA rescisse il contratto con Pommer, che si trasferì dapprima a Parigi dove produsse per la Fox Film Corporation i film Hanno rubato un uomo (1934) di Max Ophüls e La leggenda di Liliom (1934) di Fritz Lang, e in seguito a Hollywood. Nel 1936 incominciò a lavorare in Inghilterra per Alexander Korda con il film Elisabetta d'Inghilterra (1937) e l'anno successivo creò una propria azienda di produzione, la Mayflower Picture Corp., in società con Charles Laughton. Il loro primo film, Il vagabondo dell'isola (1938), fu l'unico tentativo di Pommer di dirigere un film. Nel 1938 produsse Marciapiedi della metropoli, diretto da Tim Whelan, e nel 1939 La taverna della Giamaica, di Alfred Hitchcock.
Nel 1939 firmò il contratto con la RKO Radio Pictures, a Hollywood, con cui produsse due film, Non desiderare la donna d'altri (1940) di Garson Kanin e Balla, ragazza, balla (1940) con Maureen O'Hara, diretto da Dorothy Arzner. Nel 1941, a causa delle sue gravi condizioni di salute (ebbe infatti un infarto), la RKO non gli rinnovò il contratto. Caduto in disgrazia, Pommer fu costretto con sua moglie a lavorare in una fabbrica di porcellane. Nel 1944 ottenne la cittadinanza statunitense.
Nel 1946 Pommer tornò in Germania, dove diventò l'ufficiale più alto in grado nel reparto filmografia militare dell'esercito statunitense, responsabile della riorganizzazione dell'industria filmografica tedesca, e della supervisione della ricostruzione degli studi cinematografici e dell'assegnazione delle licenze di produzione. A seguito di alcune contestazioni, nel 1949, Pommer rassegnò le dimissioni e ritornò negli Stati Uniti. Provò a lanciare, con poco successo, la Signature Picture, con l'intento di produrre film tedesco-americani.
Nel 1951 a Monaco di Baviera fondò la International Film GmbH che produsse, fra gli altri, Nachts auf den Straßen (1951) e All'Est si muore (Kinder, Mütter und ein General) del 1955 diretto da László Benedek. Insoddisfatto dell'ambiente professionale in Germania tornò negli Stati Uniti dove fondò una società di produzione con il figlio. Le precarie condizioni fisiche - Pommer era costretto sulla sedia a rotelle a causa dell'amputazione di una gamba - gli impedirono però di realizzare ulteriori progetti.
Pommer morì nel 1966, a Los Angeles, California.

## Filmografia
- Arme Lena, regia di Otto Rippert (1918)
- Irrende Seelen, regia di Carl Froelich (1921)
- Toteninsel, regia di Carl Froelich (1921)
- Der ewige Fluch, regia di Fritz Wendhausen (1921)
- La favola di Cenerentola (Der verlorene Schuh), regia di Ludwig Berger (1923)
- Der steinerne Reiter, regia di Fritz Wendhausen (1923)
- Die Prinzessin Suwarin, regia di Johannes Guter (1923)
- Der Turm des Schweigens, regia di Johannes Guter (1925)
- Der Geiger von Florenz, regia di Paul Czinner (1926)
- Sein großer Fall, regia di Fritz Wendhausen (1926)
- Tua moglie ad ogni costo (The Demi-Bride), regia di Robert Z. Leonard - supervisore, non accreditato (1927)
- Non desiderare la donna d'altri (They Knew What They Wanted), regia di Garson Kanin (1940)